# El hijo del crack
El hijo de crack es una película de cine sonoro argentino, estrenada el 15 de diciembre de 1953 en el cine Normandie de Buenos Aires. Fue dirigida por Leopoldo Torres Ríos y su hijo Leopoldo Torre Nilsson y protagonizada por Armando Bó, Oscar Rovito y Miriam Sucre. En el elenco participan importantes jugadores de fútbol profesional de la época como Mario Boyé, Tucho Méndez y Ángel Labruna y periodistas como Fioravanti.

## Circunstancias
La película retoma el tema tratado en Pelota de trapo, también dirigida por Torres Ríos y actuada por Armando Bó. Es la última película en la que Leopoldo Torres Ríos y Leopoldo Torres Nilsson, padre e hijo, trabajaron juntos.

## Argumento
Mario López (Oscar Rovito) es hijo de un avejentado crack de fútbol (Armando Bó) en decadencia. Vive un mundo conflictivo y dual. Por un lado, mientras su padre es repudiado por los simpatizantes, por ya no estar en condiciones físicas para jugar, él lo sostiene y cree que solo se trata de una caída pasajera. Su madre y su abuelo materno rechazan el mundo del fútbol y de la calle, sosteniendo que se trata de un ambiente primitivo e inadecuado. Tomando fuerzas en la fe y el amor que su hijo le tiene, el crack vuelve a tener un gran partido. Sin embargo, el esfuerzo le cuesta la vida.

## Actores
- Armando Bó, Héctor "Balazo" López (el crack)
- Oscar Rovito, Mario López (el hijo del crack)
- Miriam Sucre, María del Carmen Alvarado de López (la esposa del crack)
- Francisco Pablo Donadío, Alvarado (el suegro del crack)
- Pedro Laxalt, El suicida
- Héctor Armendáriz
- Alberto Rinaldi
- Rolando Dumas
- Nelson de la Fuente
- Víctor Omar
- Reina Ortiz
- Carlos Benso
- José Núñez
- Fioravanti
- Omar Crucci
- Ernesto Bruno
- Ángel Labruna
- Carlos Locasi
- Alberto Britos
- Juan Carlos Musegne
- Norberto Méndez
- Bruce
- Pío Barraza
- P. E. Arias
- Antonio Amaya
- Walter Gómez
- José María Minella
- Julio Venini
- Trotelli
- Roberto E. Rolando
- Mario Boyé
- Pedro Dellacha
- José García Pérez
- Tiritico
- José Ramos
- Pablo Cumo